# Mont Août
Le mont Août (prononcé montou ou monta-où) est une butte-témoin d'une altitude de 221 mètres située sur la commune de Broussy-le-Grand, qu'elle surplombe au sud ainsi que les marais de Saint-Gond, et au nord de Connantre et la plaine de la Champagne crayeuse.

## Géographie
Le mont Août se situe dans l'extrême prolongement oriental des collines de Sézanne, qui s'élèvent également à plus de 200 mètres d'altitude du nord de Sézanne à Allemant, mais il est isolé du groupe principal, comme son voisin de quelque treize kilomètres le mont Aimé, qui lui est isolé des monts de la côte des Blancs. Les deux buttes-témoins « sœurs » sont comme isolées pour mieux faire la jonction entre les deux ensembles et dominer la grande plaine dans laquelle leurs coteaux plongent.

## Activités
Une station radio militaire est installée au sommet du mont Août (FAOZ) pour servir de relais dans l'ancien réseau ACE High de l'OTAN, ainsi que pour les communications militaires françaises, avec la station hertzienne militaire de Pierre-sur-Haute (FLYZ) vers le sud et celle de Rohrbach-lès-Bitche (FROZ) vers l'est.
Le vignoble de quelques hectares qui repose sur ces coteaux est rattaché comme le reste des Collines sézannaises à la Côte des Blancs dans la région viticole appelée « Côte des Blancs & environs », qui correspond à l'une des quatre principales aires de production du vignoble de Champagne avec la côte des Bar, la montagne de Reims et la vallée de la Marne.